# Soczewka

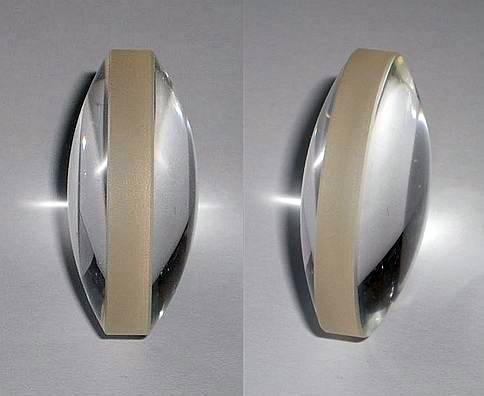
Soczewka

Soczewka – urządzenie optyczne składające się z jednego lub kilku sklejonych razem bloków przezroczystego materiału (zwykle szkła, ale też różnych tworzyw sztucznych, żeli, minerałów, a nawet parafiny). Soczewka jest ograniczona dwiema powierzchniami. Przynajmniej jedna z nich jest zakrzywiona, to znaczy jest wycinkiem sfery, powierzchni walcowej lub powstałej w wyniku obrotu krzywej stożkowej (paraboli, hiperboli lub elipsy).

## Typy soczewek
Najczęściej spotykany typ soczewki to soczewka sferyczna, której przynajmniej jedna powierzchnia jest wycinkiem sfery. Każda z powierzchni takiej soczewki może być wypukła, wklęsła lub płaska i stąd mówi się o soczewkach dwuwypukłych, płasko-wklęsłych i tak dalej.

Rodzaje soczewek sferycznych

Stosuje się również (na przykład jako lupy w termometrach oraz do czytania, szkła korygujące wady wzroku) soczewki będące wycinkiem walca, nazywane soczewkami cylindrycznymi.
Szczególnym rodzajem soczewki jest soczewka Fresnela.

## Soczewki sferyczne

### Ognisko i ogniskowa

Soczewka skupiająca

Soczewka rozpraszająca

Podstawową funkcją soczewek jest symetryczne względem osi skupianie lub rozpraszanie światła. Stąd każda soczewka posiada oś optyczną i punkt, w którym skupia się wiązka równoległa do osi optycznej, zwany ogniskiem soczewki. Odległość ogniska od środka optycznego soczewki nazywa się jej ogniskową. Ogniskowa f zależy od promieni krzywizny obu powierzchni roboczych {\displaystyle R_{1}} i {\displaystyle R_{2}} oraz współczynników załamania: materiału, z którego zrobiona jest soczewka {\displaystyle n} i otoczenia {\displaystyle n_{m}} (dla powietrza {\displaystyle n_{m}\approx ~1} i wzór upraszcza się).
Dla nieskończenie cienkiej soczewki (to znaczy soczewki o pomijalnej grubości) wzór (zwany wzorem soczewkowym, lub wzorem szlifierzy soczewek) przyjmuje postać
{\displaystyle {\frac {1}{f}}=\left({\frac {n}{n_{m}}}-1\right)\left[{\frac {1}{R_{1}}}+{\frac {1}{R_{2}}}\right].}
Wzór stosuje się zarówno do wklęsłych, jak i wypukłych soczewek. Przyjęto w nim następującą konwencję: dla powierzchni wypukłej promień krzywizny jest dodatni, a dla wklęsłej ujemny. Jeżeli któraś z powierzchni jest płaska, to jej promień krzywizny jest nieskończony, a jego odwrotność wynosi zero. Czasem używa się też innych konwencji i wtedy powyższy wzór ma nieco inną postać.
Rozważmy dwa proste przykłady: po pierwsze, soczewkę wypukło-wypukłą o takich samych promieniach krzywizny {\displaystyle R>0.} Zgodnie z konwencją w powyższym wzorze wstawiamy {\displaystyle R_{1}=R_{2}=R} i przyjmując {\displaystyle n_{m}=1,} otrzymujemy
{\displaystyle {\frac {1}{f}}={\frac {2}{R}}\left(n-1\right).}
Dla większości materiałów {\displaystyle n>1,} więc taka soczewka będzie miała dodatnią ogniskową i będzie soczewką skupiającą. Im większy współczynnik załamania i mniejszy promień krzywizny, tym krótsza będzie ogniskowa soczewki. Analogicznie, soczewka wklęsło-wklęsła będzie soczewką rozpraszającą.
Odwrotność ogniskowej nazywa się zdolnością zbierającą soczewki i jest mierzona w dioptriach.

Zależność położenia i wielkości obrazu (czerwone) od położenia przedmiotu (czarne)

### Powiększenie
Obraz wytworzony przez soczewkę jest zwykle innej wielkości niż przedmiot. Powiększenie to zależy od odległości przedmiotu od soczewki {\displaystyle S_{1}} oraz od jej ogniskowej {\displaystyle f.} Dla cienkiej soczewki zależność tę opisuje wzór
{\displaystyle M=-{\frac {S_{2}}{S_{1}}}=-{\frac {f}{S_{1}-f}}=-{\frac {S_{2}-f}{f}},}
gdzie {\displaystyle S_{2}} jest odległością obrazu od soczewki, a {\displaystyle M} powiększeniem. {\displaystyle |M|>1} odpowiada obrazowi powiększonemu, a {\displaystyle |M|<1} pomniejszonemu. Ujemna wartość {\displaystyle M} oznacza, że obraz jest odwrócony.

## Zastosowanie
Soczewki są stosowane w wielu przyrządach optycznych do tworzenia obrazu lub kształtowania wiązki światła:
- mikroskopach
- lunetach
- lornetkach
- lupach
- okularach leczniczych
- soczewkach kontaktowych
- spektrofotometrach
- aparatach fotograficznych
- kamerach filmowych
- druku soczewkowym
- świetlnych semaforach kolejowych

## Wady soczewek
Idealna soczewka skupia równoległą wiązkę światła w jednym punkcie i wytwarza ostry obraz przedmiotu, różniący się od niego jedynie powiększeniem. Rzeczywiste soczewki charakteryzują się aberracjami, przez co wytworzony przez nie obraz jest zniekształcony. Wady te wynikają zarówno z niedokładności wykonania, jak i z fizycznych właściwości soczewek, przede wszystkim ich grubości (szczególnie różnic grubości pomiędzy środkiem a brzegami soczewki) oraz zależności współczynnika załamania materiału, z którego są wykonane, od długości fali. Ten drugi rodzaj aberracji usuwa się, zastępując pojedynczą soczewkę układem soczewek.
- aberracja – usuwa obiektyw anastygmat
  - aberracja chromatyczna – usuwa układ soczewek achromat, apochromat
  - aberracja sferyczna – usuwa soczewka asferyczna
  - koma – usuwa układ soczewek peryskop
  - astygmatyzm – usuwa układ soczewek anastygmat
  - dystorsja – usuwa układ soczewek peryskop

Inne układy soczewek likwidujące aberrację: aplanat.
Wad grubych soczewek w znacznym stopniu pozbawiona jest soczewka Fresnela.